# 셰인 롱
셰인 패트릭 롱(영어: Shane Patrick Long, 1987년 1월 22일 ~ )는 아일랜드의 축구 선수로서, 포지션은 공격수 및 윙어이다. 현재 레딩 소속이다.

## 축구인 경력

### 선수 경력
2004년 코크 시티에 입단하였으며 2005년 케빈 도일과 함께 레딩으로 이적하였다. 첫 시즌 케빈 도일, 데이브 킷슨, 르로이 리타 등에 밀려 주전으로 출전하지는 못하였으나 10경기에 교체 출전하여 3골을 넣는 순도 높은 득점력을 과시하며 팀의 승격에 기여하였다. 이러한 활약으로 2007년 팀과 4년 재계약에 합의하였다. 2010년 FA컵 3라운드 리버풀과의 경기에서 경기 종료 직전 페널티킥을 얻어 동점을 만들고 경기를 연장으로 끌고 간 것에 이어 연장전에 결승골을 터뜨리며 프로 데뷔 이후 최고의 경기를 펼쳤다.
2009년 도일이 팀을 떠난 이후 주전 자리를 굳힌 롱은 2010-11 시즌 리그 45경기에 출전하여 23골을 기록하는 엄청난 활약을 펼쳤고 이러한 활약을 눈여겨 본 프리미어리그의 웨스트 브롬이 롱을 영입하였다. 2011년 8월 14일 맨체스터 유나이티드와의 경기에서 웨스트 브롬 소속으로 데뷔전을 치렀고, 이 경기에서 득점에 성공하였으나 팀은 패배하였다. 이어진 첼시와의 경기에서도 득점을 기록하였다.
2014년 헐시티로 이적한다.
15/16 시즌 18라운드 아스날과의 경기에서 멀티골을 기록한다.